# Antônio Pereira Oliveira Filho
Antônio Pereira Oliveira Filho (? — Rio de Janeiro) foi um farmacêutico, médico e político brasileiro.
Filho de Antônio Pereira da Silva e Oliveira e de Manuela Mayer de Oliveira.
Formado em medicina pela Faculdade de Medicina do Rio de Janeiro.
Foi deputado à Assembleia Legislativa de Santa Catarina na 8ª legislatura (1913 — 1915) e na 9ª legislatura (1916 — 1918).